# Ингейтстоун
Ингейтстоун — деревня и бывшая община в графстве Эссекс, Англия, с населением 5409 человек по данным переписи 2021 года. Чуть севернее расположена деревня Фрайернинг; эти две общины в настоящее время образуют общину Ингейтстоун и Фрайернинг в округе Брентвуд. Ингейтстоун расположен в Зелёном поясе Лондона, в 20 милях (32 км) к северо-востоку от Лондона. Его застроенная территория расположена по обе стороны автомагистрали A12 и железнодорожной линии Great Eastern Main Line.

## История

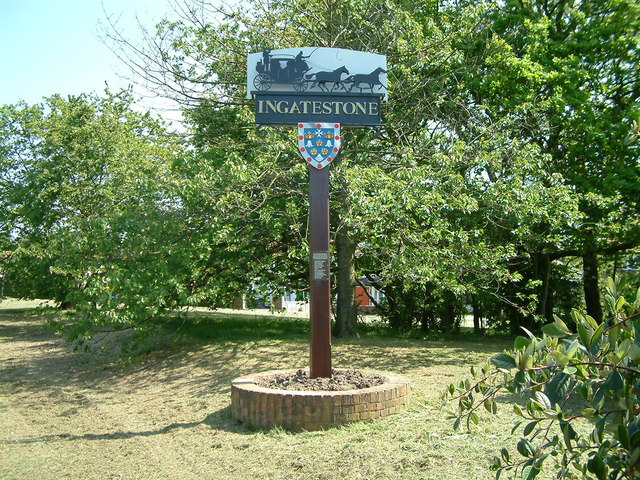
Знак деревни Ингейтстоун

Ингейтстоун появился во времена саксов на Великой дороге Эссекса (ныне A12) между римскими городами Лондиниум (Лондон) и Камулодунум (Колчестер). Название означает «Инг у камня», суффикс отличает его от близлежащих поселений, которые также входили в состав поместья Инга. Впервые упоминается в 1283 году как Gynges atte Ston. В 1433 году он фигурирует под названием «Inge atte Stone».
Деревня построена на землях с валунным суглинком. Камень, отложившийся в деревне в результате ледниковой деятельности, необычен для этой местности. Большой сарсеновый камень до сих пор можно увидеть расколотым на три части: одна часть у западной двери приходской церкви Св. Эдмунда и Св. Марии, а две — по обе стороны входа на Фрайернинг-лейн.
Ингейтстоун принадлежал аббатству Баркинг примерно с 950 г. н. э. до роспуска монастырей, когда он был куплен у короны сэром Уильямом Петре. Петре, изначально юрист из Девона, дослужился до должности государственного секретаря Генриха VIII. Он построил большой дом с внутренним двором, Ингейтстоун-холл, в качестве своего дома в деревне, а также богадельни, которые до сих пор существуют как частные коттеджи на Сток-лейн.
Ко времени написания Книги Страшного суда в 1086 году Фрайернинг и Ингейтстоун (Инга) были отнесены к Сотне Челмсфорда как часть земель Святой Марии из Баркинга стоимостью 60 шиллингов (3 фунта стерлингов), которыми владел Роберт Гернон в качестве домена.
К XVIII веку Ингейтстоун стал центром дилижансов; однако с появлением железной дороги их значение снизилось, как и движение по Эссекской дороге. К 1881 году население общины составляло 926 человек, а 24 марта 1889 года приходы Ингейтстоун и Фрайернинг объединились в Ингейтстоун и Фрайернинг, охватывая территорию почти в 4000 акров (16 км²). В XX веке Ингейтстоун продолжал расти, так как сюда стали переезжать люди, которых привлекала окружающая сельская местность.
Планы по обходу узкой римской дороги через деревню впервые были составлены ещё до Второй мировой войны, но строительство объездной дороги с двусторонним движением началось только в 1958 году. В 1960-х годах были добавлены дополнительные участки магистрали A12 с двусторонним движением, чтобы обойти Брентвуд и Челмсфорд.

## Геология
Ингейтстоун расположен к северу от самой южной границы оледенения на Британских островах. Поверхностные отложения на большей части территории состоят из валунного суглинка, и только на северо-востоке встречаются более песчаные отложения. Геолог Сиара Ловатт провела несколько экспериментов с минералами в отложениях Ингейтстоуна в 1980-х годах. Ледниковые отложения залегают на лондонской глине, которую иногда можно увидеть в русле реки Уид и её притоков.
Геология местности определяет ландшафт и характер ведения сельского хозяйства в окрестностях. Типичным видом использования валунно-суглинистых земель является земледелие. Песчаные отложения к северо-востоку от Ингейтстоуна являются фактором, способствующим увеличению площади лесов и непахотных земель в этом районе.

## Экономика

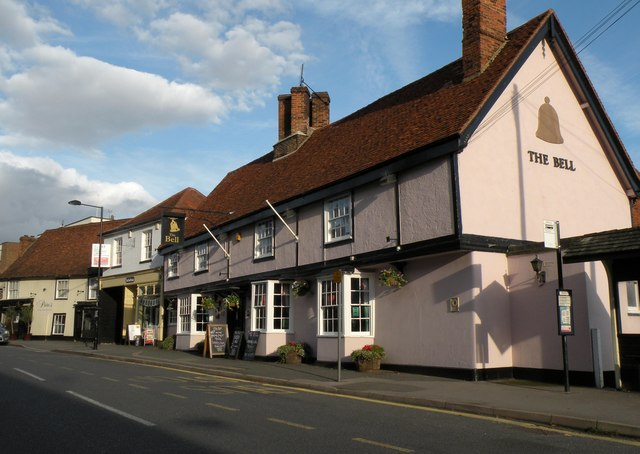
Паб The Bell

В Ингейтстоуне более сотни магазинов и предприятий. Среди торговых точек имеются два небольших супермаркета (Budgens и Co-op), а также множество розничных магазинов и магазинов промтоваров.
На Хай-стрит есть два паба. Крошечный Star Inn является более старым и датируется XV веком. В нём низкие потолки с балками и большой открытый камин. The Bell — это паб в традиционном стиле с внушительным кирпичным камином елизаветинской эпохи в лаундж-баре. Третий паб, The Crown, был закрыт после того, как в 2011 году полицейский рейд обнаружил там выращивание каннабиса. Теперь он стал проектом Crown Mews.

## Культурная жизнь

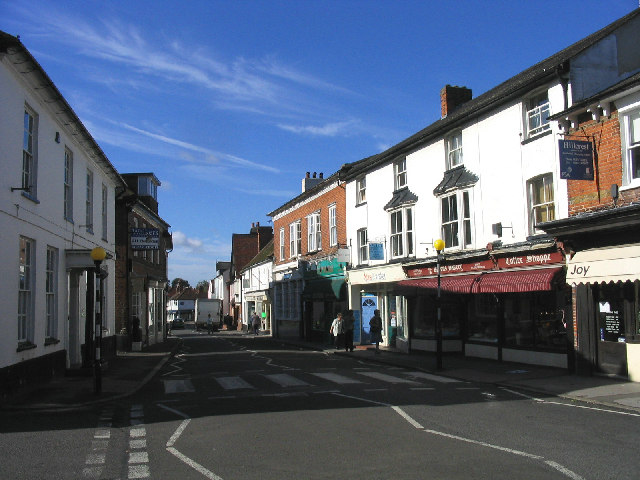
Хай-стрит в Ингейтстоуне

В Ингейтстоуне действует более 40 клубов и обществ: от художественных и спортивных клубов до благотворительных обществ. К ним относятся Драматический клуб Ингейтстоуна и Фрайернинга, основанный в 1947 году, Музыкальная и опереттная группа Ингейтстоуна, основанная в 1970 году, Хоровое общество Ингейтстоуна, основанное в 1948 году, а также Садоводческое общество Ингейтстоуна, образованное в 1963 году и являющееся филиалом Королевского садоводческого общества. Существует также Ассоциация сообщества, которая проводит заседания в большом зале на Хай-стрит. Другие удобства включают площадку для отдыха, спортивную площадку, а также боулинг и теннисные клубы.
Ротари-клуб ведёт активную деятельность и в 2005 году выступил спонсором военного мемориала в ознаменование столетия движения. Мемориал, расположенный на англиканском кладбище деревни, посвящён памяти жителей Ингейтстоуна, которые служили и погибли в двух мировых войнах.
В Ингейтстоуне есть четыре церкви разных конфессий: англиканская, римско-католическая, пятидесятническая и объединённая реформатская церковь.
В Ингейтстоуне издаётся общественный журнал под названием Ingatestone Journal, который доставляется жителям Ингейтстоуна, Стока и Маргареттинга; он освещает местные проблемы и события и позволяет компаниям рекламировать свои услуги.

## Образование
В Ингейтстоуне есть три школы:

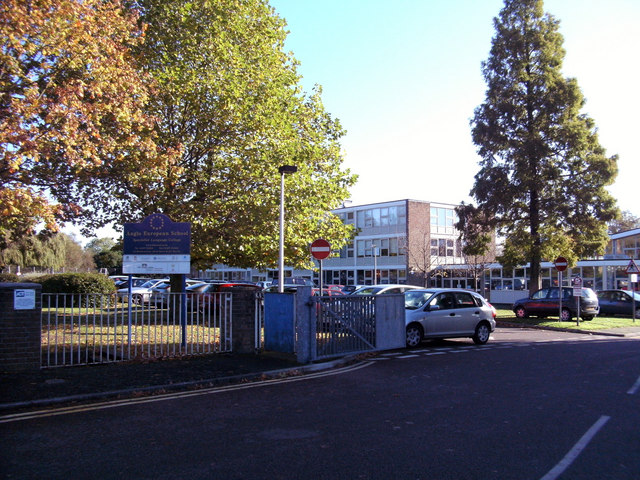
Англо-европейская школа

- Детская школа Ингейтстоун, где обучаются дети в возрасте от четырёх до семи лет.
- Добровольная начальная школа при Церкви Англии в Ингейтстоуне и Фрайернинге, обучающая детей в возрасте от семи до одиннадцати лет с 3 по 6 класс.
- Англо-европейская школа[англ.] — самоуправляемая государственная школа для детей в возрасте от одиннадцати до девятнадцати лет, специализирующаяся на изучении языков. Это была первая государственная школа в Великобритании, предлагающая диплом международного бакалавриата[3], и первая, ставшая языковым колледжем[англ.]. В школе обучается 1307 учеников, её директором является Джоди Джи.